# Parmotrema albinatum
Parmotrema albinatum är en lavart som först beskrevs av K.H. Moon, Kurok. & Kashiw., och fick sitt nu gällande namn av O. Blanco, A. Crespo, Divakar, Elix & Lumbsch. Parmotrema albinatum ingår i släktet Parmotrema och familjen Parmeliaceae.   Inga underarter finns listade i Catalogue of Life.